# Colonia Buenavista, Zacatecas
Colonia Buenavista är en ort i Mexiko.   Den ligger i kommunen Calera och delstaten Zacatecas, i den centrala delen av landet, 500 km nordväst om huvudstaden Mexico City. Colonia Buenavista ligger 2 103 meter över havet och antalet invånare är 154.
Terrängen runt Colonia Buenavista är en högslätt, och sluttar norrut. Runt Colonia Buenavista är det ganska glesbefolkat, med 38 invånare per kvadratkilometer. Närmaste större samhälle är Víctor Rosales, 11,9 km söder om Colonia Buenavista. Omgivningarna runt Colonia Buenavista är i huvudsak ett öppet busklandskap.